# Conversión de videojuegos
En el lenguaje de los videojuegos, una conversión (en inglés: port) es la producción de un juego en una computadora o consola que se escribió originalmente para otro sistema. A lo largo de los años, la conversión de videojuegos ha tomado forma de diferentes maneras, tanto en su estilo como en el método en el que se convirtieron. 
Las primeras conversiones de videojuegos fueron casi exclusivamente versiones domésticas de los populares juegos de arcade.     Los primeros ejemplos fueron conversiones del Pong de Atari en forma de consolas con este juego incorporado, así como consolas que incluían una serie de variaciones en el juego. Atari produjo su propia conversión "oficial" del juego para uso doméstico, pero una serie de otros imitadores como los Telegames Pong IV de Sears también estaban en el mercado. 
Con el inicio de la era de los videojuegos, Atari lanzó su consola Atari 2600 para la cual otorgaron licencias y produjeron varias conversiones caseras de títulos populares de juegos electrónicos, como Pac-Man de Namco, Space Invaders y Defender. Más tarde, otros desarrolladores y editores de terceros, como Activision y Coleco, produjeron juegos como Donkey Kong para Atari 2600. 
A mediados de la década de 1980 y mediados de la década de 1990 se produjeron una gran cantidad de conversiones de juegos de arcade populares a computadoras domésticas, como el ZX Spectrum, Commodore 64, Amstrad CPC, Commodore Amiga y Atari ST. La mayoría de estos juegos fueron desarrollados y publicados por grupos que no estaban involucrados con los desarrolladores originales, pero que habían comprado los derechos para crear reproducciones de estos juegos. Las versiones de consola de estos juegos de arcade, sin embargo, a menudo fueron producidas por los desarrolladores originales del título de arcade.  

## Tipos de conversiones

### Conversiones directas
Las conversiones directas, también denominadas "conversiones precisas", son conversiones en las que el código fuente del juego original se utiliza con relativamente pocas modificaciones. Las conversiones directas fueron bastante raras hasta la segunda mitad de los años noventa. En el caso de las conversiones de arcade, esto se debía a que los sistemas de arcade solían ser mucho más avanzados que sus sistemas contemporáneos basados en el hogar, que por lo tanto no podían recrear con precisión la velocidad, los gráficos, el audio y, en algunos casos, incluso los algoritmos de juego de los juegos de arcade. En el caso de las conversiones de computadoras personales, la mayoría de los juegos anteriores a 1995 se produjeron en lenguaje ensamblador, y las conversiones basadas en fuentes no se pudieron reproducir en sistemas con otros procesadores, lo que hace que el código fuente original sea inútil. Además, aunque la mayoría de los desarrolladores externos tenían acceso a los gráficos y audio originales, no podían reproducirse fielmente en computadoras domésticas más antiguas como la ZX Spectrum y los desarrolladores se vieron obligados a recrear los gráficos y el audio desde cero.
A principios de la década de 2000, las conversiones basadas en fuentes de los juegos se hicieron más factibles y las conversiones perfectas de píxel uno a uno se convirtieron en algo común. 

### Imitaciones / clones
Las imitaciones de los juegos de arcade populares eran comunes, especialmente en los primeros días de los videojuegos, cuando las violaciones de derechos de autor se trataban con menos severidad. Si bien el juego era básicamente el mismo, el título, los nombres, los gráficos y el audio generalmente se cambiaban para evitar desafíos legales. 
Los desarrolladores han creado "clones" de sus propios juegos. Escape (ahora Westone) produjo un clon de Wonder Boy para NES con el nombre de Adventure Island para rodear una serie de problemas legales relacionados con el nombre y el personaje de Wonder Boy. 

### Remakes
Los desarrolladores han rehecho videojuegos antiguos con tecnología moderna. Este fue un fenómeno particular a fines de la década de 1990 con numerosas actualizaciones en 3D de juegos como Frogger, Missile Command, Asteroids y Space Invaders. 

### Retro / Emulación
Los avances en tecnología y el creciente interés en el retrogaming han incitado una tendencia por la cual las colecciones de juegos "clásicos", generalmente juegos de arcade, se reeditan en los sistemas de juegos modernos en sus formas originales. Esto generalmente se lleva a cabo por medio de emuladores personalizados, que reproducen la actividad de las ROM arcade originales. En otras palabras, en lugar de reescribir el código del juego en el nuevo sistema de hardware, los programadores escriben el código que imita al sistema de hardware original y transfieren el código del juego sin alteración.
Game Boy Advance de Nintendo ha tenido cientos de conversiones de juegos antiguos,     incluidos los juegos escritos originalmente para SNES, cuyo hardware forma la base de Game Boy Advance. 